# 北緯37度線
北緯37度線（ほくい37どせん）は、地球の赤道面より北に地理緯度にして37度の角度を成す緯線。ヨーロッパ、地中海、アフリカ、アジア、太平洋、北アメリカ、大西洋を通過する。この緯度の下では、夏至点時の可照時間は14時間42分で、冬至点時は9時間37分である。

## 通過する地域一覧
北緯37度線は、本初子午線から東に向かって以下の場所を通っている。
| 地理座標                                               | 国土・領土・領海 | 備考 |
| ------------------------------------------------------ | ---------------- | --- |
| 北緯37度0分 東経0度0分 / 北緯37.000度 東経0.000度      | 地中海           | |
| 北緯37度0分 東経6度15分 / 北緯37.000度 東経6.250度     | アルジェリア     | |
| 北緯37度0分 東経6度34分 / 北緯37.000度 東経6.567度     | 地中海           | |
| 北緯37度0分 東経7度15分 / 北緯37.000度 東経7.250度     | アルジェリア     | |
| 北緯37度0分 東経7度33分 / 北緯37.000度 東経7.550度     | 地中海           | |
| 北緯37度0分 東経8度52分 / 北緯37.000度 東経8.867度     | チュニジア       | |
| 北緯37度0分 東経10度11分 / 北緯37.000度 東経10.183度   | 地中海           | チュニス湾 |
| 北緯37度0分 東経10度53分 / 北緯37.000度 東経10.883度   | チュニジア       | ボン岬半島 |
| 北緯37度0分 東経11度4分 / 北緯37.000度 東経11.067度    | 地中海           | シチリア海峡。 イタリア・パンテッレリーア島の北を通過 |
| 北緯37度0分 東経14度20分 / 北緯37.000度 東経14.333度   | イタリア         | シチリア島 - ラグーザ県 - シラクーザ県 |
| 北緯37度0分 東経15度16分 / 北緯37.000度 東経15.267度   | イオニア海       | |
| 北緯37度0分 東経21度39分 / 北緯37.000度 東経21.650度   | ギリシャ         | ペロポネソス半島 - メッシニア県 |
| 北緯37度0分 東経21度57分 / 北緯37.000度 東経21.950度   | イオニア海       | メッシニア湾 |
| 北緯37度0分 東経22度09分 / 北緯37.000度 東経22.150度   | ギリシャ         | ペロポネソス半島 - メッシニア県 - ラコニア県 |
| 北緯37度0分 東経23度0分 / 北緯37.000度 東経23.000度    | エーゲ海         | ミルトー海 |
| 北緯37度0分 東経24度40分 / 北緯37.000度 東経24.667度   | ギリシャ         | シフノス島 |
| 北緯37度0分 東経24度44分 / 北緯37.000度 東経24.733度   | エーゲ海         | |
| 北緯37度0分 東経25度1分 / 北緯37.000度 東経25.017度    | ギリシャ         | アンティパロス島、パロス島 |
| 北緯37度0分 東経25度13分 / 北緯37.000度 東経25.217度   | エーゲ海         | |
| 北緯37度0分 東経25度23分 / 北緯37.000度 東経25.383度   | ギリシャ         | ナクソス島 |
| 北緯37度0分 東経25度34分 / 北緯37.000度 東経25.567度   | エーゲ海         | |
| 北緯37度0分 東経26度26分 / 北緯37.000度 東経26.433度   | ギリシャ         | Levitha島 |
| 北緯37度0分 東経26度30分 / 北緯37.000度 東経26.500度   | エーゲ海         | |
| 北緯37度0分 東経26度55分 / 北緯37.000度 東経26.917度   | ギリシャ         | カリムノス島 |
| 北緯37度0分 東経27度3分 / 北緯37.000度 東経27.050度    | エーゲ海         | |
| 北緯37度0分 東経27度15分 / 北緯37.000度 東経27.250度   | トルコ           | |
| 北緯37度0分 東経27度47分 / 北緯37.000度 東経27.783度   | エーゲ海         | |
| 北緯37度0分 東経28度13分 / 北緯37.000度 東経28.217度   | トルコ           | |
| 北緯37度0分 東経40度25分 / 北緯37.000度 東経40.417度   | シリア           | |
| 北緯37度0分 東経42度18分 / 北緯37.000度 東経42.300度   | イラク           | |
| 北緯37度0分 東経44度16分 / 北緯37.000度 東経44.267度   | トルコ           | 約7km |
| 北緯37度0分 東経44度20分 / 北緯37.000度 東経44.333度   | イラク           | |
| 北緯37度0分 東経44度54分 / 北緯37.000度 東経44.900度   | イラン           | |
| 北緯37度0分 東経50度32分 / 北緯37.000度 東経50.533度   | カスピ海         | |
| 北緯37度0分 東経54度0分 / 北緯37.000度 東経54.000度    | イラン           | |
| 北緯37度0分 東経60度3分 / 北緯37.000度 東経60.050度    | トルクメニスタン | |
| 北緯37度0分 東経64度47分 / 北緯37.000度 東経64.783度   | アフガニスタン   | |
| 北緯37度0分 東経67度56分 / 北緯37.000度 東経67.933度   | タジキスタン     | |
| 北緯37度0分 東経68度10分 / 北緯37.000度 東経68.167度   | アフガニスタン   | |
| 北緯37度0分 東経71度28分 / 北緯37.000度 東経71.467度   | タジキスタン     | |
| 北緯37度0分 東経72度28分 / 北緯37.000度 東経72.467度   | アフガニスタン   | |
| 北緯37度0分 東経74度34分 / 北緯37.000度 東経74.567度   | パキスタン       | ギルギット・バルティスタン - インドが領有権主張 |
| 北緯37度0分 東経74度50分 / 北緯37.000度 東経74.833度   | 中華人民共和国   | 新疆ウイグル自治区 - 約14km |
| 北緯37度0分 東経75度0分 / 北緯37.000度 東経75.000度    | パキスタン       | ギルギット・バルティスタン - 約14km、 インドが領有権主張 |
| 北緯37度0分 東経75度9分 / 北緯37.000度 東経75.150度    | 中華人民共和国   | 新疆ウイグル自治区 青海省 甘粛省 寧夏回族自治区 甘粛省 陝西省 山西省 河北省 山東省 |
| 北緯37度0分 東経122度32分 / 北緯37.000度 東経122.533度 | 黄海             | |
| 北緯37度0分 東経126度21分 / 北緯37.000度 東経126.350度 | 韓国             | |
| 北緯37度0分 東経129度25分 / 北緯37.000度 東経129.417度 | 日本海           | |
| 北緯37度0分 東経136度46分 / 北緯37.000度 東経136.767度 | 日本             | 本州: - 石川県 |
| 北緯37度0分 東経137度3分 / 北緯37.000度 東経137.050度  | 日本海           | 富山湾 |
| 北緯37度0分 東経137度42分 / 北緯37.000度 東経137.700度 | 日本             | 本州: - 新潟県 - 長野県 - 新潟県 - 群馬県 - 約10km - 新潟県 - 約7km - 福島県 - 栃木県 - 茨城県 - 福島県 |
| 北緯37度0分 東経140度59分 / 北緯37.000度 東経140.983度 | 太平洋           | |
| 北緯37度0分 西経122度11分 / 北緯37.000度 西経122.183度 | アメリカ合衆国   | カリフォルニア州 （サンタクルーズの近くで上陸） ネバダ州 ユタ州・アリゾナ州境 コロラド州・ニューメキシコ州境 コロラド州・オクラホマ州境 カンザス州・オクラホマ州境 ミズーリ州 イリノイ州（この緯線より南の領域はわずか13km2） ケンタッキー州 バージニア州 |
| 北緯37度0分 西経76度18分 / 北緯37.000度 西経76.300度   | 大西洋           | |
| 北緯37度0分 西経25度10分 / 北緯37.000度 西経25.167度   | ポルトガル       | アゾレス諸島・サンタマリア島 |
| 北緯37度0分 西経25度3分 / 北緯37.000度 西経25.050度    | 大西洋           | |
| 北緯37度0分 西経8度57分 / 北緯37.000度 西経8.950度     | ポルトガル       | サグレス岬 |
| 北緯37度0分 西経8度56分 / 北緯37.000度 西経8.933度     | 大西洋           | |
| 北緯37度0分 西経7度59分 / 北緯37.000度 西経7.983度     | ポルトガル       | サンタ・マリア岬 |
| 北緯37度0分 西経7度50分 / 北緯37.000度 西経7.833度     | 大西洋           | カディス湾 |
| 北緯37度0分 西経6度32分 / 北緯37.000度 西経6.533度     | スペイン         | |
| 北緯37度0分 西経1度53分 / 北緯37.000度 西経1.883度     | 地中海           | |

## アメリカ合衆国（米国）

北緯37度線はアメリカ合衆国のいくつかの州の境界になっている。

アメリカ合衆国では、この緯線はユタ州・コロラド州・カンザス州の南の境界、アリゾナ州・ニューメキシコ州・オクラホマ州の北の境界になっている。これは、1854年のカンザス・ネブラスカ法で、インディアン準州のうち北緯37度線より北をカンザス準州とネブラスカ準州としたことに由来するものである。それ以前までは、チェロキーとオセージ族の居留地の境界であった。この境界線をニューメキシコ準州の西まで延長したため、後にオクラホマ・パンハンドルと呼ばれるどこの準州にも属さない地域が残されることとなった。
また、北緯37度線はジェファーソン準州の南の境界であった。